# 1. Bundesliga Snooker 2003/04
Die 1. Bundesliga Snooker 2003/04 war die sechste Spielzeit der höchsten deutschen Spielklasse im Snooker. Sie begann am 6. September 2003 und endete am 7. März 2004.
Deutscher Meister wurde der BSC Füssen. Titelverteidiger waren die Barmer Billardfreunde, die nun den zweiten Platz belegten. Die Füssener zogen ihre Mannschaft zur folgenden Saison in die Bayernliga zurück.

## Abschlusstabelle
| Platz | Mannschaft           | S  | G  | U | V  | Punkte | Partien |
| ----- | -------------------- | -- | -- | - | -- | ------ | ------- |
| 1     | BSC Füssen           | 14 | 13 | 0 | 1  | 26     | 92:34   |
| 2     | Barmer BF (M)        | 14 | 11 | 0 | 3  | 22     | 79:47   |
| 3     | 1. DSC Hannover      | 14 | 9  | 0 | 5  | 18     | 79:47   |
| 4     | Breakers Rüsselsheim | 14 | 8  | 0 | 6  | 16     | 72:54   |
| 5     | PSC Kaufbeuren       | 14 | 6  | 0 | 8  | 12     | 66:60   |
| 6     | 1. Berliner SV (N)   | 14 | 5  | 0 | 9  | 10     | 57:69   |
| 7     | 1. Münchner SC (N)   | 14 | 4  | 0 | 10 | 8      | 41:85   |
| 8     | SSC Fürth (N)        | 14 | 0  | 0 | 14 | 0      | 18:108  |

| Legende | Legende                                     |
| ------- | ------------------------------------------- |
|         |                                             |
| S       | Gespielte Spiele                            |
| G       | Siege                                       |
| U       | Unentschieden                               |
| V       | Niederlagen                                 |
|         | Absteiger in die 2. Bundesliga              |
| (M)     | Titelverteidiger                            |
| (N)     | Neuzugang, Aufsteiger aus der 2. Bundesliga |

## Kreuztabelle
Die Kreuztabelle stellt die Ergebnisse aller Spiele dieser Saison dar. Die Heimmannschaft ist in der linken Spalte, die Gastmannschaft in der oberen Zeile aufgelistet.
|                      | FÜS | BBF | DSC | BRÜ | PSC | BSV | MSC | FÜR |
| -------------------- | --- | --- | --- | --- | --- | --- | --- | --- |
| BSC Füssen           |     | 7:2 | 5:4 | 6:3 | 7:2 | 9:0 | 8:1 | 9:0 |
| Barmer BF            | 4:5 |     | 4:5 | 5:4 | 7:2 | 7:2 | 9:0 | 8:1 |
| 1. DSC Hannover      | 4:5 | 4:5 |     | 4:5 | 5:4 | 8:1 | 7:2 | 9:0 |
| Breakers Rüsselsheim | 3:6 | 3:6 | 2:7 |     | 7:2 | 7:2 | 9:0 | 8:1 |
| PSC Kaufbeuren       | 6:3 | 4:5 | 4:5 | 4:5 |     | 6:3 | 7:2 | 9:0 |
| BSV Berlin           | 3:6 | 3:6 | 7:2 | 3:6 | 5:4 |     | 8:1 | 9:0 |
| 1. Münchner SC       | 1:8 | 4:5 | 2:7 | 5:4 | 4:5 | 5:4 |     | 8:1 |
| SSC Fürth            | 1:8 | 3:6 | 1:8 | 3:6 | 2:7 | 2:7 | 3:6 |     |